# 팔레올로고스 왕조 치하의 동로마 제국
팔레올로고스 왕조 치하의 동로마 제국은 1261년부터 1453년까지 이어진 제국의 황혼이였다. 이 시기는 1204년 제4차 십자군 전쟁으로 건국된 라틴 제국으로부터 미하일 8세가 수도 콘스탄티노폴리스를 탈환하면서 시작되었으며, 1453년 오스만 제국에 의해 콘스탄티노폴리스가 함락되면서 막을 내렸다. 앞선 니케아 제국, 프랑크인의 지배와 함께 이 시기는 후기 동로마 제국이라고도 알려져 있다.
초기부터 제국은 여러 문제에 직면했다. 1263년 이후 아시아의 튀르크족은 제국의 아나톨리아 영토를 공격적으로 밀고들어왔다. 이들의 침입은 이슬람에 대한 열성, 경제적 이익, 몽골인들로부터 피난처를 찾고자 하는 열망 등에서 비롯되어 이내 정복 욕구로 발전하였고, 위축된 제국의 핵심이었던 아나톨리아는 튀르크계 이슬람 군세에 의해 빼앗기게 되었다. 1243년의 쾨세다그 전투 이후, 위와 같은 이유를 가진 여러 집단의 발흥으로 제국은 혼란스러웠다. 식량과 인력이 줄어듦과 동시에 팔레올로고스 왕조는 전선에서 전투를 치러야 했다. 그와 동시에 로마는 내전과 인접 국가간 전쟁을 지속해서 벌였고 대부분은 같은 기독교 국가와 치룬 것이었는데, 불가리아 제2제국, 세르비아 제국, 라틴 제국의 잔당, 심지어 구호기사단까지 있었다.
동방의 영토를 튀르크인들에게, 서방의 영토를 불가리아인들에게 빼앗긴 것을 비롯해 두 번에 걸친 참혹한 내전과 흑사병을 겪었고, 1354년에는 갈리폴리에 지진이 발생하는 등, 결과적으로 튀르크인들이 아나톨리아를 완전히 장악하는 사태가 발생했다. 1380년경의 동로마 제국은 수도 콘스탄티노폴리스를 비롯한 몇몇 고립된 월경지만이 남은 상태였고, 이들 지역조차 황제를 그저 '명목상 영주'로 인정하고 있었다. 그럼에도 외교, 정치적 술수, 무엇보다도 티무르의 아나톨리아 침공과 맞물려 제국은 1453년까지 존속할 수 있었다. 동로마 제국의 마지막 후계국이었던 모레아 전제공국과 트라페준타 제국은 그로부터 얼마 지나지 않아 멸망하였다.
그러나, 팔레올로고스 왕조 시대는 예술과 글이 다시 번창하였다는 점에서 일명 '팔레올로고스 르네상스'라고도 불린다. 후에 동로마 출신 학자들이 서쪽의 이탈리아로 이주한 것도 이탈리아 르네상스에 불을 지피는 데 도화선 역할을 하였다.

## 배경

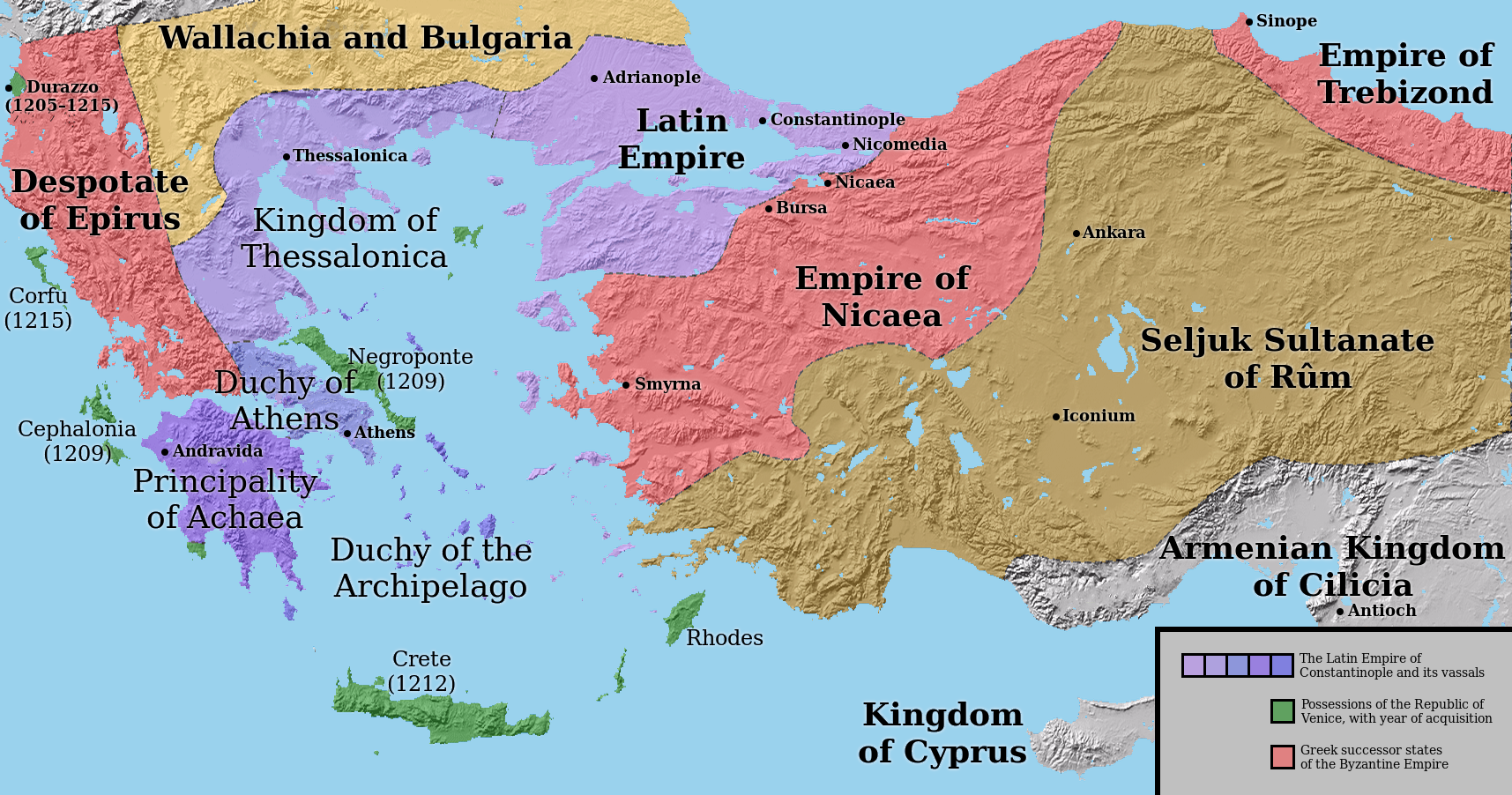
1204년 이후, 여러 후계국들로 분열된 동로마 제국과 콘스탄티노폴리스를 지배하고 있는 라틴 제국.

제4차 십자군 이후 동로마 제국은 니케아 제국, 에페이로스 전제공국, 트라페주스 제국의 여러 후계 국가들로 분열되었다. 나머지 지역은 프랑크족과 라틴족의 속국이 차지하였으며, 이들은 명목상으로 콘스탄티노폴리스의 라틴인 황제에 종속되었다. 게다가 동로마 제국의 붕괴로 불가리아인, 세르비아인, 아나톨리아 반도의 튀르크계 국가들이 세력을 뻗칠 수 있게 되었다. 처음 세 계승국 중 으뜸 가는 국가는 에페이로스 전제공국이었지만, 라틴 제국으로부터 콘스탄티노폴리스를 수복한 것은 니케아 제국이었다.
니케아 제국은 라틴인과 셀주크인 적들에 대항하여 독자적인 영향권을 유지하는데 성공했다. 메안데르 강가의 전투에서 셀주크군을 격퇴했고, 니케아를 공격한 셀주크의 대가는 술탄의 죽음이었다.
한편 서방에서는 라틴 제국이 아나톨리아로 영토를 확장하려는 시도조차 하지 못했다. 불가리아 제국과의 지속적인 갈등 속에서 트라키아 지역을 방어하는 데 대부분의 군사력을 소모했고, 이로 인해 동방 진출은 사실상 불가능한 상황이었다. 트라키아 방어는 라틴 제국 멸망 이전까지 지속적으로 가중되는 군사적·재정적 부담으로 작용했다.
1261년, 니케아 제국의 황위에는 겨우 9세의 어린 소년 요안니스 4세 라스카리스가 공식적으로 즉위하였다. 그러나 실질적인 권력은 전적으로 공동 황제로 선포된 미하일 8세 팔레올로고스의 손에 있었다. 미하일은 본래 프랑크족 용병 지휘관으로 출발해 군사적 재능과 정치적 수완을 인정받았고, 요안니스 4세의 섭정단에서도 핵심 요직을 꿰차며 영향력을 키워나갔다.
그는 어린 황제의 나이와 경험 부족을 명분 삼아 국정을 장악했고, 이후 교묘하게 자신의 입지를 공고히 하며 황제 권력의 정통성을 자신에게로 이전시킬 준비를 착실히 해나갔다. 1261년 콘스탄티노폴리스의 수복은 이러한 권력 구조 변화의 결정적 계기가 되었고, 미하일 8세는 이를 기반으로 복원된 동로마 제국의 실질적 초대 황제로 등극하게 되었다. 어린 요안니스는 더 이상 권력의 중심에 존재하지 않았고, 제국은 이제 팔레올로고스 왕조의 통치 아래 새로운 국면에 접어들게 되었다.

## 미하일 8세(1261년-1282년)

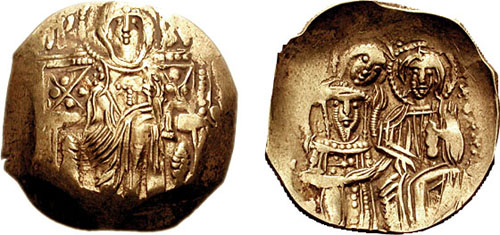
미하일 8세가 그려져 있는 통화 히페르피론

1261년, 콘스탄티노폴리스에 주둔하던 라틴 제국의 주력 군대가 외곽 작전을 위해 도시를 비운 틈을 타, 니케아 제국의 장군 알렉시오스 스트레이트고폴로스는 단 600명의 병력을 이끌고 기습적으로 수도를 점령하는 데 성공했다. 이미 트라키아, 마케도니아, 테살로니키 등 제국의 핵심 지역은 1246년에 니케아에 의해 수복된 상태였으며, 콘스탄티노폴리스의 탈환은 동로마 제국 재건의 결정적인 전환점이 되었다.

### 콘스탄티노폴리스 수복
제4차 십자군이 세운 라틴 제국은 동로마 제국에서 가장 번영하던 도시들의 인구를 급감시키는 데 결정적인 역할을 했다. 이에 맞서 미하일 8세는 황폐화된 수도와 제국의 기반을 재건하기 위한 광범위한 복구 사업에 착수했다. 그는 수많은 수도원과 공공 건물, 국방 시설을 하나하나 되살려 나가기 시작했다. 1204년 십자군에 의해 처참하게 약탈당했던 성 소피아 성당은 그리스 정교회의 전통에 따라 새롭게 단장되었으며, 콘토스칼리온 항구와 테오도시우스 성벽 역시 라틴인들의 또 다른 침공에 대비해 대대적으로 강화되었다. 병원, 호스피스, 시장, 목욕탕, 거리, 교회들이 새로 지어졌고, 이들 중 상당수는 황제의 명령 외에도 귀족과 개인 후원자들의 기부로 세워진 것이었다.
심지어 제4차 십자군 원정 당시 불에 타 파괴된 모스크조차 복구 대상에 포함되었고, 미하일 8세는 이를 대신할 새로운 모스크를 건립하기도 했다. 이러한 포괄적인 복구와 재건 사업은 막대한 재정을 요구했으며, 그 부담은 고스란히 농민들에게 전가되었다. 제국의 곳곳에서 세금이 인상되었고, 특히 하층민은 그 무게에 신음해야 했다.
한편, 콘스탄티노폴리스는 외교적인 차원에서도 새로운 활로를 모색했다. 특히 맘루크와의 관계가 두드러졌는데, 양측은 라틴인과 이후 등장한 오스만 튀르크인이라는 공동의 적을 공유하고 있었기 때문이다. 이러한 외교적 연대는 단순한 군사 협력에 그치지 않고, 문화적 교류와 상업적 연결로도 이어졌다.

### 찬탈자 황제와 총대주교 아르세니오스
콘스탄티노폴리스를 수복한 그 해 12월, 황제 미하일 8세는 공동황제였던 소년 요안니스 4세 라스카리스를 실명시키고 유폐함으로써 단독 통치자가 되었다. 이 가혹한 행위는 교회와 대중의 강한 반발을 불러일으켰으며, 특히 당시의 총대주교 아르세니오스 아우톨리코스는 이에 격분해 미하일 8세를 공식적으로 파문했다.
아르세니오스는 요안니스 4세를 정통 황제로 여기며 그의 축출과 실명을 명백한 불의로 규탄했고, 이를 신의 뜻을 거스르는 행위로 간주했다. 그의 파문은 제국 내에서 교회와 국가의 관계를 심각하게 긴장시켰고, 이를 지지한 이른바 '아르세니오스파'라는 강경 교회 세력이 형성되어 미하일 8세의 정통성을 지속적으로 위협했다.
그러나 미하일은 정치적 안정을 우선시하며 아르세니오스를 해임하고, 보다 온건한 입장의 예르마노스 3세를 총대주교로 임명해 교회의 반발을 잠재우려 하였다. 하지만 예르마노스 역시 선임자의 입장을 계승하며, 미하일 8세의 요안니스 4세 실명 조치에 비판적인 태도를 유지하고 아르세니오스의 파문 결정을 지지하였다. 이에 따라 교회 내부의 갈등은 계속되었고, 황제와 교회 간의 긴장은 좀처럼 해소되지 않았다.
결국 1267년 그 뒤를 이은 총대주교 요시포스 1세가 미하일에 대한 파문을 철회하면서 사태는 일단락되었지만, 이 사건은 단순한 황위 다툼을 넘어서 제국의 통치 구조 전반에 영향을 미친 심각한 갈등이었다. 황제권과 교회권 사이의 균형과 충돌을 둘러싼 이 위기는 이후에도 오랫동안 제국 정치에 깊은 그림자를 드리웠으며, 미하일 8세가 차후 가톨릭에 다가서며 '교회 일치'를 주장하는 것에 영향을 주기도 했다. 

### 대외 정책
룸 술탄국은 1240년 몽골의 침략 이후 혼란에 빠졌고 분권화되었다. 결과적으로, 동로마 제국에 대한 가장 큰 위협은 이슬람 세력이 아니라 서구의 기독교 세력이었다. 미하일 8세는 베네치아와 프랑크가 황도에서 다시 한 번 라틴의 통치를 확립하기 위해 또 다른 음모를 획책할 것이 틀림없다고 판단했다. 1266년, 카를루 1세가 호엔슈타우펜가로부터 시칠리아를 정복하면서 상황은 더욱 악화되었다. 1267년, 교황 클레멘스 4세는 조약을 마련하였는데, 카를루 1세의 콘스탄티노폴리스 원정을 돕는 대가로 동쪽의 땅을 얻는다는 내용이었다. 1274년 미하일 8세가 로마 교회와 콘스탄티노폴리스 정교회의 교회 일치를 논의하였고, 이내 교황은 원정에 대한 지지를 철회하였다.
불행하게도 미하일 8세의 '교회 일치'는 클레멘스 4세의 후계자인 교황 마르티노 4세에 의해 백지화되었다. 그리스 정교회를 파문함으로써 양 교회는 다시 한 번 분열되었고, 교황은 카를루 1세의 콘스탄티노폴리스 원정을 새로이 지원하기 시작했다.
미하일 8세는 대담한 외교적 반격에 나섰다. 지중해의 또 다른 강자, 아라곤 왕국의 페로 3세를 지원함으로써 카를루 1세의 영향력을 견제하고자 한 것이다. 이 치밀한 외교 전략은 1282년, 시칠리아의 민중이 카를루 1세의 폭정에 반기를 든 ‘시칠리아의 만종 사건’으로 폭발했다. 결국 이 반란은 카를루를 시칠리아에서 축출하고, 미하일의 동맹자 페로 3세를 새로운 시칠리아 왕으로 옹립하는 데 성공했다. 이는 미하일 8세의 제국을 지키기 위한 고군분투의 결실이자, 한편으로는 제국의 안보를 위해 바깥세계를 정교하게 조율한 동방 황제의 정치적 승리였다.
미하일 8세는 여생 동안 그리스와 발칸반도에서 라틴 세력을 몰아내고, 불가리아에게서 영향력을 확보하기 위해 군사 작전을 벌였다. 이는 대체로 성공하여 에게해의 여러 섬을 수복할 수 있었고, 펠로폰네소스에 마련한 거점은 훗날 모레아 전제공국의 기반을 이루었다.
그러나 문제는 서부에서 동원으로 막대한 인력과 자원을 소모하고, 1263년까지 오스만 1세의 베이국이 쇠위트를 점령해 새로운 위협이 고조되고있는 아시아 지역을 등한시했다는 점이었다. 그럼에도 국경은 비교적 안정적으로 유지되었고, 미하일 8세의 재위 기간 동안의 아시아에선 이렇다 할 손실은 발생하지 않았다.

1263년 중동
녹색: 1300년대 오스만 베이국(점선: 1326년까지의 정복지)
빨간색: 동로마 제국
적색: 에페이로스 전제공국
밝은 녹색: 룸 술탄국
노란색: 킬리키아 아르메니아 왕국
마젠타: 트라페주스 제국
보라색: 소수 라틴계 국가들
파란색: 맘루크 술탄국

### 국내 정책
미하일 8세의 대외 정책은 외교에 크게 의존했다. 건설 계획과 남은 라틴인들에 대한 군사 작전은 광범위할 뿐 아니라 비용이 매우 들었다. 니케아군은 콤네노스 시기의 군을 모방하여 조직되었지만, 그다지 효과를 내지 못하면서 재정에는 그만큼 부담을 주었다. 그 결과 농민들에게 막대한 세금이 부과되었고, 오스만 제국은 이후 더 낮은 세금으로 농민들의 지지를 받았다.
제2차 리옹 공의회와 두 교회의 표면적인 연합은 가톨릭 국가의 침략을 피하는데 거의 도움이 되지 않았고, 동시에 정교회 신자들은 대부분의 사제단을 중심으로 미하일 8세를 배신자라 규탄했다. 1282년 미하일 8세가 사망한 것은 많은 사람들에게 안도감을 주었으며, 생전의 정책 때문에 정교회 장례식은 거행이 거부당했다.

### 족적
미하일 8세는 매우 활력이 넘치고 유능한 황제로서 제국을 확장하였고, 동로마 제국을 다시 한번 이 지역에서 무시할 수 없는 강대국으로 만들었다. 그러나 군대는 여전히 약했고, 외교에 과의존하다시피 했다. 터무니없이 높은 조세 제도는 야심차고 성공적인 확장 정책을 이끌어내었지만 권력자들을 위한 수많은 뇌물과 선물 공세에 쓰이기도 했다. 미하일 8세는 제국을 부흥시켰지만, 그의 업적은 곧 수포로 돌아갈 것만 같이 여전히 위태로운 상태였고 곧 벌어질 사건들은 이를 증명하게 된다.

## 안드로니코스 2세(1282년-1328년)
안드로니코스 2세는 미하일 8세의 아들로, 1282년, 24세의 나이로 왕위에 올랐다.

### 대외 정책
안드로니코스 2세는 서방과 동방의 문제들에 발목이 잡혀 있었다. 스테판 우로시 2세의 세르비아 제국은 1282년부터 발칸 반도를 침공했는데, 스코페를 점령하고 1290년대 내내 마케도니아에 대한 공격을 개시했다. 동로마 제국의 반격하였으나 이런 공격들을 막기에는 역부족이었다. 그 결과 안드로니코스 2세는 외교에 의지할 수밖에 없었고, 5세가 된 딸을 세르비아의 왕과 혼인시켰으며 오흐리드부터 슈티프, 스트루미차까지 여러 요새를 "결혼지참금"으로 양도했다. 그럼에도 세르비아는 확장을 계속했다.
안드로니코스 2세는 아버지 미하일 8세와는 달리 아나톨리아의 상황에 대한 심각성을 인지하고, 다양한 방법을 활용해 튀르크인들을 몰아내려 했다. 첫 번째 행동은 법정을 아나톨리아로 옮기는 것이었다. 이로 말미암아 그곳에서 요새 건설을 더 잘 감독할 수 있고 군대의 사기를 높일 수 있었다. 장군 알렉시오스 필란트로페노스는 유능한 지휘관으로서 메안데르 계곡에서 터키인들을 상대로 어느 정도 성공적인 군사 작전을 펼쳤다. 하지만 실패한 쿠데타를 일으킴으로써 직위에서 해임, 눈이 멀게 되었다. 다음으로 안드로니코스 2세의 아들 미하일 9세와 헤테리아 공 조지 무잘론을 보내 니코메디아를 포위하고 있던 튀르크군을 공략하게 하였으나, 1302년 바프허스 전투에서 패하였다.
안드로니코스 2세는 여기서 포기하지 않고 로제르 드 플로르가 이끄는 막강한 카탈루냐 용병 알모가바르를 6,500명 고용했다. 카탈루냐 출신의 이 강인한 용병들은 스페인에서 무어인과의 교전 경험이 풍부했으며, 이윽고 천문학적인 대가를 받고 튀르크인들을 아나톨리아로 몰아넣었다. 그러나 이러한 성공은, 지휘관 로제르 플로르가 안드로니코스 2세를 알현하러 가는 길에 암살당하며 무위로 돌아갔다. 카탈루냐 병사들은 제국의 권위에 반기를 들고는 트라키아의 도시들을 약탈 및 공격하기 시작했으며, 이로 인해 아나톨리아가 튀르크인의 침입에 노출되었다. 이후 안드로니코스 2세는 외교적 노력을 기울여 페르시아의 일 칸국에게 튀르크를 공격하기 위해 군대를 보내달라는 요청을 보냈지만, 동맹을 체결하기 위한 협상은 실패했다.

### 국내 정책

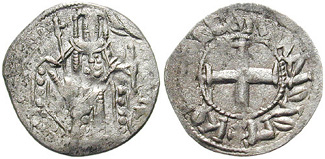
안드로니코스 2세의 동로마 제국 화폐의 가치를 저하시킨 것은 아버지, 아들, 손자와의 공동 통치뿐만 아니라 자신의 단독 통치와 함께 그의 통치 기간 동안 여러 개의 다른 동전을 채굴하는 결과를 낳았다.

안드로니코스 2세는 정교회와 가톨릭 교회의 연합을 취소하라고 명령했는데, 이 조치는 많은 이들의 환영을 받았다. 하지만 한편으로는 강력한 군축을 명령했으며, 아버지가 힘써 구축한 해군을 사실상 해체해버렸다. 이로 인해 제국 전역의 세금 감면이 가능해졌고, 안드로니코스 2세는 자신의 지지 기반을 확대하는 동시에 제국군의 대응력을 심각하게 약화시켰다. 또한 히페르피론 화폐를 평가절하하고 프로노이아의 군사 엘리트들에게 과중한 세금을 부과하여 로마의 군사력을 더욱 약화시켰다. 이 조치들은 미하일 8세가 남긴 일부 문제를 해결하였으나 동로마 제국의 국력을 회복하려는 아버지의 시도를 무너뜨렸다. 미하일 8세가 제국 밖의 문제에 대응하려 했다면, 안드로니코스 2세는 아버지의 통치에서 비롯된 내부의 문제를 해결하는 데 초점을 맞췄다.

### 내전과 퇴위
안드로니코스 2세의 정책은 동로마의 외부 문제를 다루는 데 성공하지 못했지만, 그의 퇴위를 초래한 것은 제국 내부의 위협이었을 것이다. 1320년, 20대에 불과한 어린 손자인 안드로니코스 3세는 황제로부터 상속권을 박탈당했다. 안드로니코스 3세의 동생 마누엘 팔레올로고스는 연인 문제로 안드로니코스 3세의 측근들에 의해 우발적으로 살해당했다. 안드로니코스 2세의 아들이자 안드로니코스 3세의 아버지 미하일 9세는 아들을 잃은 충격으로 사망했다. 안드로니코스 3세는 자신의 상속권 박탈을 가볍게 여기지 않았다. 무장 반란을 조직한 안드로니코스 3세는 황제가 시행한 것 이상으로 관대한 감세를 약속하며 지지를 끌어내는데 성공했다. 안드로니코스 2세는 젊은 찬탈자를 막아낼 힘이 없었다. 안드로니코스 2세는 1321년 트라키아를 안드로니코스 3세의 봉토로 부여했고, 1322년에는 공동황제로 임명하였다. 불가리아와 세르비아가 서로 작은 전쟁을 치른 뒤, 안드로니코스 2세는 퇴위하고 수도원으로 은퇴해 1332년에 사망했다.
내전의 재난에도 불구하고 안드로니코스 3세는 제국을 재건하려 했다. 비록 아나톨리아가 튀르크에게 넘어갈 운명인 시점에 있었지만, 1091년보다 더 안좋은 위치에 처해있었음에도 제국은 회복하였다.

### 족적
안드로니코스 2세는 제국 내부의 혼란을 바로잡고자 부왕보다 더 적극적으로 개혁에 나섰다. 그러나 그가 택한 방법들은 오히려 제국의 근간을 흔드는 결과를 낳았다. 군사력을 축소하고 재정 구조를 뒤바꾼 결정은 국가의 방어력을 치명적으로 약화시켰고, 연이은 외교적 실책은 제국을 외세의 위협에 더욱 노출시켰다. 시간이 흐를수록 실패는 쌓여갔고, 노쇠함은 더 이상 지도자로서의 결단력을 기대할 수 없게 만들었다. 그런 그의 곁에는 제국의 운명을 더욱 깊은 수렁으로 몰고 갈 ‘무모한 손자’가 있었다. 이 모든 파국은 마침내 안드로니코스 2세의 퇴위로 귀결되었다.

## 안드로니코스 3세, 1328-1341

### 대외 정책

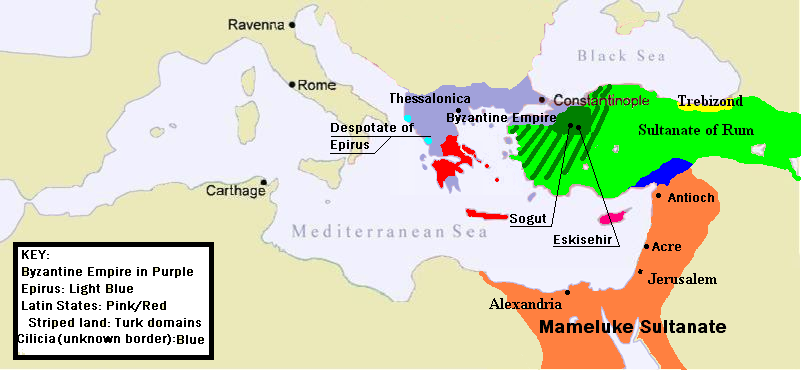
안드로니코스 3세 집권 초기 동로마 제국.

안드로니코스 3세의 통치는 쇠퇴해가던 동로마 제국을 다시 일으켜 세우려는 마지막 진지한 시도로 평가된다. 그는 내정 개혁과 군사 재건에 힘쓰며 제국의 회복을 시도했고, 한때는 그 노력에 희망이 엿보이기도 했다. 그러나 제국을 에워싼 적대 세력, 특히 빠르게 세력을 넓혀가던 오스만 튀르크는 그런 회복의 불씨를 꺼뜨리는 데 결정적인 역할을 했다.
그가 가장 먼저 집중한 곳은 제국의 생존과 직결된 아나톨리아 반도였다. 한때 임시 수도였던 니케아는 이미 1328년부터 포위 상태였고, 상황은 점점 악화되고 있었다. 1329년 여름, 안드로니코스 3세는 직접 군을 이끌고 출정했지만, 6월 10일 펠레카논 전투에서 오스만 군에 패배했다. 이 전투는 단순한 패배가 아니라, 아나톨리아 회복이라는 희망 자체가 꺾인 순간이었다.
결국 1331년, 니케아는 함락되었고, 제국의 동부 방어선은 사실상 무너졌다. 안드로니코스는 남아 있는 요새들, 특히 니코메디아만큼은 지켜내기 위해 오스만 튀르크에 공물을 바치는 방안을 검토하기도 했다. 하지만 상황은 이미 제국의 통제를 벗어난 상태였고, 1337년에는 니코메디아 공방전 끝에 그곳마저 오스만의 손에 넘어갔다.
안드로니코스 3세는 동로마의 마지막 '개혁 군주'로 불릴 만했지만, 그의 시대는 제국의 구조적 한계와 외부 위협이 너무 깊이 뿌리내린 시기였다. 황제의 죽음 이후 제국은 다시 빠르게 무너져 내리기 시작했다.
그럼에도 불구하고 안드로니코스 3세는 몇가지 성과를 거두었다. 1329년, 키오스섬이 회복되었고, 1335년, 안드로니코스 3세는 튀르크계 아미르 아이딘의 우무르와 아이든의 베이와 함께 재정적인 면책과 관련된 동맹을 주선하였고, 레스보스섬과 포카이아를 라틴인들에게서 되찾을 수 있었다.
한편 유럽에서는, 안드로니코스 3세의 성과가 엇갈렸다. 1333년, 테살리아는 제국의 통치로 돌아갔지만, 세르비아는 다시 남쪽으로의 확장을 시작했다. 동로마 제국의 배신자 시르기안네스 팔레올로고스가 이끄는 세르비아군은 1334년, 동로마 제국으로부터 핵심 요새 5개를 빼앗아 새로운 국경을 인정하도록 강요했다. 안드로니코스 3세는 그 후 마케도니아에서 세르비아의 지배를 인정할 수밖에 없었다. 게다가 안드로니코스는 루소카스트론에서 군대를 이끌면서 더 큰 반전에 직면했고, 그곳에서 그는 지도자인 이반 알렉산더 휘하의 불가리아인들에게 패배했다. 그럼에도 안드로니코스 3세는 외교를 통해 1341년 에페이로스를 다시 접수할 수 있었다. 그 결과 제국은 유럽 영토로 전락하는 동안 그리스의 상당 부분을 자신의 지배하에 두는데 성공했다. 새로 확장된 제국에게는 불행하게도 스테판 두샨(1331년부터의 세르비아 통치자)이 동로마 제국으로부터 이 땅들을 빼앗기로 결정했다. 안드로니코스 3세의 죽음과 그로 인한 혼란은 제국이 반격하지 못할 처지가 되었다.

### 유산
비록 궁극적으로 성공하지는 못했지만, 제국의 입지가 점점 위태로워지고 있었기 때문에 안드로니코스 3세의 통치는 동로마 제국 역사상 마지막 전성기들 중 하나였다. 안드로니코스 3세는 제노스를 상대로 맹렬히 전투를 벌였고 에피이로스와 테살리아에 대한 지배권을 다시 확립하면서 그의 인생에서 몇 가지 성공을 거둘 수 있었다. 그의 재위 기간 내내 그는 또한 안드로니코스 2세와의 내전 당시 많은 귀족들과 함께 안드로니코스 3세를 지지했던 요안네스와 같은 유능한 행정관들과 함께 일할 수 있었다. 그러나 펠레카논과 같은 전투에서 동로마 제국의 적과 떠오르는 오스만 베이국 때문에 더욱 힘을 소모시켰다. 동로마 제국은 이웃 국가들에 비해 점점 쇠약해지고 있었다. 이것은 1340년대에 요안네스 5세(사보이의 안나, 알렉시오스 아포카우코스와 콘스탄티노폴리스 총대주교 요한네스 14세의 연합)와 요안니스 6세를 황제로 추대했던 귀족들 사이에 내전을 초래한 그의 갑작스런 죽음으로 어쩔 수 없는 상황이 될 것이었다. 게다가 동로마 제국의 적들은 황제가 그의 약속을 뒷받침할 군사력이나 경제력이 없다는 것을 깨달았기 때문에 외교는 덜 유용해졌다. 제국은 전반적으로 쇠퇴했지만, 안드로니코스 3세의 죽음은 제국의 종지부를 찍는 결정적인 일이였을 것이다. 그의 9세가 된 아들은 제2차 팔레올로고스 내전을 초래하고 요안네스 6세를 황제로 인정하게 된 왕조의 라이벌 관계에서 분열된 섭정에 의해 동로마 제국이 결코 회복되지 못할 재앙을 초래했다.

## 요안니스 6세의 흥망성쇠, 1341–1357
동로마 제국은 1341년에 새로운 부패의 시대로 접어들었다. 제국은 전쟁과 내전과 더불어 수 많은 심각한 재앙으로 황폐화되었다. 새로워진 가래톳페스트가 그 줄어든 제국의 국토를 휩쓸었다. 1347년에 처음 발병했으며, 1360년대와 1420년대 사이에 8건의 페스트 발생이 추가로 기록되어 있다. 도시들은 자신의 이익을 위해 세금 제도를 악용해 온 부패한 부자들과 정부의 요구에 부담을 느낀 무수한 땅 없는 농민들 사이의 사회 불안으로 가득 차 있었다. 7~8세기 동로마 제국의 암과 같은 존재였던 교리 논쟁은 헤카시즘 논쟁의 형태로 다시 한번 대두되었는데, 이 논쟁은 결국 동방 정교회의 교리가 되었다. 지금까지 동로마 제국의 기반 시설을 파괴하는 수많은 지진이 있었다. 갈리폴리 요새는 1354년 지진에 의해 파괴되었고, 오스만 튀르크는 지체없이 유럽에 교두보를 마련하였다. 한편, 세르비아는 에피이로스의 명목상의 제국 통제를 없애면서 남쪽을 계속 압박했다. 제국은 축소되었고 내전이 끝났을 때 동로마 제국은 소도시 국가가 되어 하루를 연명해가고 있었다.

### 제2차 팔레올로고스 내전 1341-1347
요안네스 5세는 즉위 당시 9세로, 어머니 안나 황후, 요안네스 칸타쿠지노스, 콘스탄티누폴리스 총대주교(요한네스 14세)로 구성된 섭정단에 의해 인도되었다.
야심가 알렉시오스 아포카우코스의 도움을 받은 총대주교는 요안니스 5세의 통치가 요안니스 6세의 야심에 의해 위협받고 있다고 황후를 설득하면서 내분을 촉발시켰다. 1341년 9월, 요안네스 칸타쿠지노스가 트라키아에 있는 동안 요한네스 14세는 자신을 섭정이라고 선언하고 요안니스 6세와 그의 지지자, 가족을 대상으로 공격을 개시했다.
10월에 안나 황후는 요안니스 6세에게 그의 지휘권들 포기하라고 명령했다.
요한네스 칸타쿠지노스는 거절했을 뿐만 아니라, 요한 14세로부터 요안니스 5세의 통치를 지키기 위한 것으로 알려진 디디모테이코스에서 군대에 의해 황제로 선언되었다. 요안네스 6세가 황제가 되길 바랬는지 아닌지는 알 수 없지만, 총대주교의 도발적인 행동은 요안니스 6세가 권력을 유지하기 위해 싸우도록 부추기고 내전을 일으켰다.
당시 동로마 제국은 국경을 방어할 병력이 두 파벌이 분열할 만큼 거의 없었고, 결과적으로 외국인 용병들이 투입되었다. 요안니스 6세는 튀르크인과 세르비아인을 고용했다. 그가 튀르크 용병을 주로 공급받은 곳은 안드로니코스 3세가 세운 명목상의 동맹국인 아이딘 베이국에서 왔다. 요안니스 5세의 섭정은 튀르크 용병에게도 의존했다. 그러나 요안니스 6세는 1345년 그의 딸과 결혼한 오스만 베이국의 술탄 오르한 가지로부터 지지를 얻기 시작했다. 1347년까지, 요안니스 6세는 승리를 거두고 콘스탄티노폴리스에 입성했다. 그러나 승전기에 안나 황후와 아들 요안니스 5세(당시 15세)와 합의를 이루게 되었고, 요안니스 6세는 이 관계의 하급이 되겠지만 공동 황제로써 통치하게 된다. 이 어울리지 않는 협력 관계는 오래가지 못할 운명이었다.

### 요안니스 6세의 통치와 몰락, 1347–1357

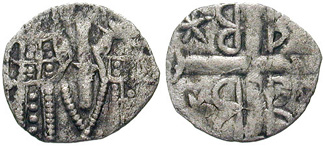
요안니스 5세와 그의 공동 황제겸 지도자인 요안니스 6세의 공존을 보여주는 동로마 제국의 동전

요안네스 6세는 마테오스 칸타쿠지노스라는 아들을 두었고, 두 사람이 나이가 들고 독립적이게 될수록 요안니스 5세와 마테오스 칸타쿠지노스 사이의 평화를 유지하려는 희망은 더욱 멀어지게 되었다. 요안니스 5세는 요안니스 6세의 딸과 혼인하여, 두 가문을 묶기 위한 움직임으로 그의 사위가 되었지만, 그것은 실패할 운명이었다.
세르비아 제국의 스테판 두샨은 제국의 동부인 알바니아, 마케도니아, 에페이로스를 점령하였고 제국을 위협하였다. 이에 요안네스 6세는 오스만 베이국과 다시 동맹을 맺어 추가 침공에 대한 도움을 확보했다.  다시 테살로니카를 장악한 열심당은 그후 동안 독자적으로 움직였다. 그러나 1350년 요안네스 6세는 열심당의 내전으로 테살로니카를 다시 수복했다. 1351년에 요안네스 6세는 블라케르나이 궁전에서 열린 제5차 콘스탄티노폴리스 공의회의 블라케르나이 공의회를 감독했는데, 거기서 논쟁이 계속되던 헤시카스모스가 정통 교리로 선언되었다.오스만 베이국은 칼리폴리스에서 제국인을 내쫓은 지진이 있은 후, 1354년에 칼리폴리스를 점령하였다.
1353년, 요안니스 6세는 여전히 평화가 유지되기를 희망하고 있었으나, 그 해에 요안니스 5세가 마테오스 칸타쿠지노스의 영지 트라키아에 대한 군사 공격을 감행하여, 내전을 재점화시켰다. 요안니스 5세는 강등되어 아직 비잔티움 지배하에 있는 에게해의 몇 안되는 섬 중 하나인 테네도스 섬으로 유배되었고, 요안니스 6세는 그의 아들 마테오스 칸타쿠지노스를 공동 황제로 만들었다. 그러나 요안니스 5세는 그렇게 쉽게 포기하지 않았고, 1354년 오스만 튀르크군은 그의 지지로 트라키아로 건너가기 시작했다. 콘스탄티노폴리스의 시민들은 두려움에 사로잡혔고, 같은 해 11월 요안니스 5세는 제노바 공화국의 원조로 성공적인 쿠데타를 일으켰다. 요안니스 6세는 이제 퇴위하고 수도원으로 은퇴했는데, 그곳에서 그는 1383년 죽을 때까지 회고록과 생각을 쓰곤 했다.
마테오스 칸타쿠지노스는 아버지의 실패에 실망한 나머지 요안니스 5세에게 계속 저항했다. 오스만 베이국의 술탄 오르한 1세가 그의 처남이였기 때문에 그는 그에게서 군대를 얻을 수 있었으나 1356년 여름에 체포되었을 때 간신히 켐페인을 벌였다. 그는 1357년에 자신의 주장을 포기하도록 강요당했고 1361년에서 1383년 사이에 모레아로 추방당했다. 25세가 됐을 때, 요안니스 5세는 제국의 모든 자원을 써버리는 대가를 치르면서, 제국의 통치자로써 확고한 입지를 굽힐 수 있었다.

### 튀르크인 이민자
내전으로 황폐화되고 인구가 감소된 땅은 정복과 무역의 혼합을 통해 이 땅을 식민지화한 튀르크인들이 도착함으로써 메워졌다. 그 결과는 동로마 제국의 힘이 회복이 아닌 오히려 약화된 것이었다. 200년전 동로마 제국은 아나톨리아, 그리스, 마케도니아와 키프로스, 크레타 같은 몇몇 큰 섬에 사는 사람들에게 의존할 수 있었다. 이제 통치하에 있는 인구는 동로마 제국 소유의 몇 안되는 도시들, 즉 테살로니키와 콘스탄티노폴리스와 지방 도시, 그리고 모레아 전제공국에 한정되어 있었다. 튀르크인들의 이민은 아시아가 아닌 현재 유럽에 있는 새로운 세력 기반의 오스만 튀르크인 적을 가장 적대적으로 만들었기에 제국의 생존에 결정적인 영향을 미칠 것이었다.

## 요안니스 5세, 1354-1391

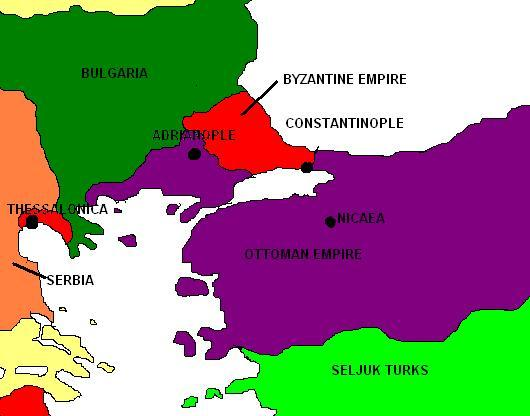
1369년의 동로마 제국(빨간색), 오스만 튀르크인이 아드리아노플(현재의 에디르네)의 도시를 정복한 후

요안니스 5세는 이제 오스만 튀르크인들이 동로마 제국에 가하고 있는 심각한 위협에 직면했다. 1360년대 오스만 튀르크인들은 비잔티움, 세르비아, 불가리아인 정착촌을 점령하며 트라키아를 통해 계속 진입하였다.

### 서방 세계에게 간청
전임 황제 알렉시오스 1세 콤니노스나 미하일 8세 팔레올로고스처럼 요안니스 5세는 이제 교황에게 돌아섰고 군사 지원을 받겠다는 희망으로 두 교회의 연합 약속을 제의했다. 약속 준수를 위해 요안니스 5세는 아들 마누일 2세를 내놓았다. 과거에, 동로마 제국의 지원 요청은 엇갈린 결과로 되돌아 왔다. 십자군을 약탈하면 아군과 적 모두를 약탈할 수 있었지만 제1차 십자군 원정은 대부분 이득이였기에 의심할 여지 없이 요안니스 5세는 그런 십자군 원정의 재개를 상상했다. 하지만 이번에는 동로마 제국이 직면한 재난에도 교황은 흔들리지 않았다.

### 오스만 제국의 신하가 된 요안니스 5세
1371년, 세르비아군은 힘을 모아 트라키아에서 오스만 튀르크군을 몰아내기 위해 공격을 개시할 준비를 했다. 압도적인 승리로 오스만군은 마리차 전투에서 세르비아군을 괴멸시켰고, 그 여파로 많은 영주들이 오스만 술탄 무라드 1세에게 복종했다. 동로마 제국은 이보다 나은 위치에 있지 않았고 패배한 세르비아인으로부터 세레스를 빼앗은 후, 요안니스 5세는 무라드 1세에게 신하로서 충성을 맹세했다.

## 제3차 팔레올로고스 내전, 1373-1394
요안니스 5세의 통치는 불행하였고, 그 결과 무라드 1세의 신하가 되었다. 1373년, 그의 장남이자 왕위 계승자인 안드로니코스 4세가 반란을 일으켰을 때는 더욱 심했을 것이다. 신기하게도 이 반란은 무라드 1세의 아들 사비 셀레비의 반란과 동시에 일어나 두 사람은 민조에 혁명을 일으키는데 힘썼다. 결과적으로, 동로마 제국과 오스만 제국의 통치자들 모두 그들의 아들과 마주하게 되었고, 두 아들 모두를 패배시키기 위한 협력이 이루어졌다. 요안니스 5세의 장남 안드로니코스 4세와 그의 아들 요안니스 7세는 눈이 부분적으로 멀게 되었고, 무라드 1세는 그의 아들을 물리치고 그를 처형시켰다. 요안니스 5세의 차남인 마누일 2세는 공동 황제이자 왕위 계승자가 되었다.
요안니스 5세에게는 불행하게도 안드로니코스 4세와 그의 아들 요안니스 7세가 탈출했다. 제노바인들과 튀르크인들의 원조를 받아 콘스탄티노폴리스로 돌아와 요안니스 5세를 타도하는데 성공하여 그와 마누일 2세를 투옥하였다. 오스만 제국의 원조의 대가로 안드로니코스 4세는 갈리폴리 요새를 오스만 제국에게 넘겼고, 따라서 사부아의 아마데오가 제공한 유일한 유럽 원조를 쓸모 없게 만들었다. 다시, 감옥에서의 휴식은 요안니스 5세와 마누일 2세가 함께 콘스탄티노폴리스를 탈출하게 되는 사건을 만들었고, 요안니스 5세는 콘스탄티노폴리스를 점령하는데 도움을 준 대가로 오스만 제국 술탄에게 평상시보다 더 높은 공물을 제공했다.
안드로니코스 4세는 체포를 피해 그의 가족과 인질들과 함께 제노바의 갈라타로 탈출했다. 요안니스 5세는 왕위와 안정에만 관심이 있었고, 1381년 안드로니코스 4세와 조약을 맺게 되었다. 그를 요안니스 7세와 함께 후계자로 인정하고 마누일 2세를 후계자에서 제외하겠다는 내용이었다.
당연하게도, 마누일 2세는 그를 공동 황제에서 강등시킨 것에 대해 배신감을 느꼈다. 1382년, 테살로니키로 돌아온 그는 반란을 일으켜 테살리아와 에피루스에 대한 통치를 확립하여 적어도 명목상으로는 제국을 '확장'하여 오스만 제국 술탄의 관심을 사로잡았다. 무라드 1세는 1383년에 테살로니키를 1387년까지 계속되는 포위를 시작했다. 한편 안드로니코스 4세는 죽고 그의 아들 요안니스 7세는 할아버지 요안니스 5세와 다투기 시작했다.
1387년 테살로니키가 항복하고 그의 지위가 불안전한 가운데 마누일 2세는 요안니스 5세에게로 돌아왔고 술탄의 동의를 얻어 아버지에게 유화적인 제의를 하기 시작했다. 요안니스 5세는 둘째 아들을 다시 받아들이는 것이 손자를 차례차례 반항하게 할 것이라는 것을 깨달았고, 그는 단순히 마누일 2세를 림노스섬으로 망명시켰다. 결국, 요안니스 7세는 할아버지에게 반항했다. 마누일 2세가 콘스탄티노폴리스로 도착했다는 것과 요안니스 5세와 함께 화해했다는 소식을 들은 요안니스 7세는 제노바로 향했고, 이후 요안니스 5세를 무너뜨리기 위해 새로운 오스만 제국의 술탄 바예지드 1세로부터 원조를 구하게 되었다.
요안니스 7세의 반란은 초기에 성공하여 요안니스 5세로부터 콘스탄티노폴리스를 빼앗았으나 마누일 2세은 제국의 나머지 부분과 그 몇 안 되는 남은 군사재산을 사용하여 요안니스 7세에게 등을 돌리게 함으로써 반격하였다. 마누일 2세는 로도스에 주둔하고 있는 구호기사단으로부터 원조를 받았는데, 그곳에서 그는 그들의 지원을 위해 귀금속으로 만든 종교 유물을 그들에게 기증했다. 요안니스 7세는 1408년 사망할 때까지 동로마 제국 황제로서의 통치권을 포기하지 않았다. 그러나 그때까지 오스만 술탄 바예지드 1세는 아버지 요안니스 5세와 함께 마누일 2세를 비잔티움의 공동 황제로 인정했고, 마침내 1391년 요안니스 5세가 사망하자 단독 황제로 인정됐다.

## 마누일 2세 팔레올로고스, 1391-1420

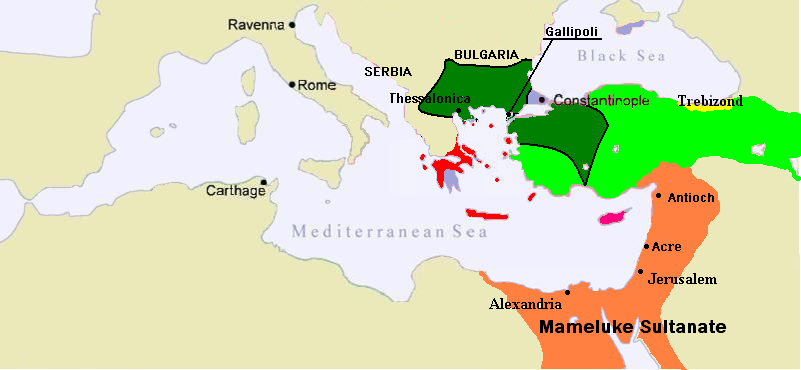
1389년의 동로마 제국. 트라키아는 지난 30년 동안 잃게 되었다.

마누일 2세의 통치기간은 비잔티움인들에게 또 한번 일시적인 휴식을 주었다. 곤경에 처한 제국으로서는 어느 정도 영토를 탈환하는데 성공하여 말년까지 재위하였다. 그의 제한적인 성과는 주로 동양의 몽골 세력의 부활과 마누일 2세와 메흐메드 1세 사이의 우정을 통해 이루어졌다. 그러나 그는 아들이 자신의 업적 중 대부분을 수포로 되돌리는 것을 볼 수 있을 만큼 충분히 오래 살았다.

### 1394년까지의 군신관계
마누일 2세의 최우선 과제는 바예지드 1세와 협정을 맺는 것이었다. 요안니스 7세가 바예지드 1세의 총애를 받았기 때문에 마누일 2세는 위험한 위치에 있었다. 그는 결국 협정을 체결했다. 그러나, 오스만 제국 술탄은 그의 조카 요안니스 7세를 화해시키려는 마누일 2세의 시도에 격분했다. 마누일 2세은 요안니스 7세가 다시 한번 자신을 상대로 쿠데타를 일으킬 것을 우려하여 외교로 위협을 끝내기를 바랐다. 바예지드 1세는 마누일 2세의 처형을 명령했지만, 그 후 격앙된 반응을 줄이고 대신 콘스탄티노폴리스에 또 다른 모스크를 건설하고 튀르크인 식민지를 건설할 것을 요구했다.

### 반란과 동로마 제국의 부활, 1394-1402
마누일 2세의 다음 행보는 대담하고 어리석어 보였다. 그는 술탄에게 조공을 바치는 것을 거절했을 뿐만 아니라 술탄에게 대답하기를 거부했고 바예지드 1세는 콘스탄티노폴리스를 포위하려고 했다. 1394년, 포위가 시작되어 8년 동안 계속되었다. 마누일 2세는 도시가 반쯤은 봉쇄를 견뎌낼 수는 있지만 콘스탄티노폴리스의 성벽에 사람이 들어갈 만한 군사적 자산은 없다는 것을 깨달았다. 처음에는 상황이 그렇게 심각하지 않았다. 서방의 대규모 반격이 니코폴리스로 십자군 원정이 개시될 예정이었다. 니코폴리스 전투에서, 바예지드 1세는 많은 비용으로 승리를 하였다. 수천 명이 죽었지만, 이제 바예지드는 콘스탄티노폴리스로 그의 군대를 완전히 돌릴 수 있었다. 상황은 절박했다. 그만큼 마누일 2세의적인 요안니스 7세는 콘스탄티노폴리스를 책임지게 되었다. 그는 1399년 유럽을 순례하며 베네치아, 파도바, 밀라노, 파리, 런던에 들렀고, 영국에서는 헨리 4세를 만났으며, 좋은 대우과 함께 마상창시합에서 대접을 받았다. 그러나 마누일 1세는 서방의 기독교 국가들로부터 어떠한 도움도 받을 수 없었다.
결국 콘스탄티노폴리스의 원조를 해준 국가는 동방의 이슬람 국가였다. 티무르 제국의 칸인 티무르는 1402년, 앙카라 전투에서 바예지드 1세와 그의 지친 군대를 물리치고 아나톨리아 반도에 군대를 이끌고 들어갔다. 이 패배는 아나톨리아에 있는 튀르크인들 사이에 공포를 야기시켰는데, 고용된 동로마 제국 선박을 가지고는 있었지만, 정신없이 유럽으로 건너가기 시작했다.
여전히 유럽에 있던 마누일 2세은 1403년에 오스만 제국의 포위에서 벗어난 콘스탄티노폴리스이라는 환영의 광경에 도착했다. 요안니스 7세는 수도를 돌려주고 심지어 테살로니키까지 오스만 제국에게서 빼앗는 등 충성을 다했다.

### 오스만 제국의 공위시대, 1402-1413

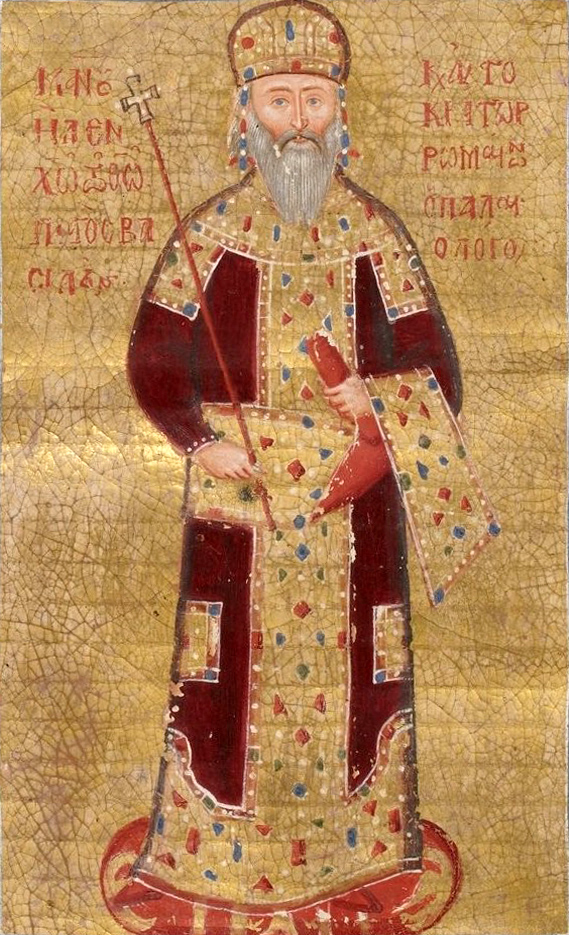
마누일 2세는 75세까지 살았다.

오스만 제국의 패배는 콘스탄티노폴리스 내부의 분위기를 상당히 바꾸어 놓았다. 제국이 본 이득은 도시 (아마 제국 자체)가 멸망의 위기에 처한 지 얼마 안된 시간이라는 점을 고려할 때 탁월했다. 요안니스 7세는 동로마 제국에게 수많은 다른 이득을 안겨준 것으로 보였다. 첫 번째는 현지 기독교 열강들(오스만 제국의 지배으로부터도 자유로워진 국가들) 간의 불가침 조약이었는데, 이는 후에 안드로니코스 3세의 통치의 재앙이 되풀이되지 않는다는 것을 의미한다. 그 다음은 동로마 제국과의 조약과 아나톨리아에 있던 슐리만 셀레비의 후계자 사이의 조약으로 동로마 제국의 조공 자유가 확인되었다. 제국은 콘스탄티노폴리스에서 바르나에 이르는 아토스산과 흑해 연안을 얻기도 했다. 추가로, 제국주의 권위가 에게해 제도에 걸쳐 주장되었다. 후의 중요성을 과소평가해서는 안 된다. 이는 비록 일시적인 피난처라 할지라도 오스만 제국의 팽창에서 벗어나려는 모든 사람들의 피난처로서 미래에 도움이 될 것이기 때문이다.
바예지드 1세의 아들들은 아버지의 산산조각이 난 왕국을 위해 서로 싸우느라 한시도 지체하지 않았다. 1413년까지 메흐메드 1세가 승리자로 부상했다. 비잔티움인들은 그를 지지했고 메흐메드 1세는 비잔티움인들의 친절을 잊지 않고 그의 신하들이 동로마 제국 영토로 확장되는 것을 통제할 수 있었다.

### 전투의 재개
마누일 2세는 1421년 70세가 되었으며 은퇴하여 장남인 요안니스 8세에게 그보다 더 공격적인 태도로 통치할 수 있는 기회를 줄 때가 왔다고 믿었다. 동시에 훨씬 절제되지 않은 무라트 2세는 메흐메드 1세의 아들로써 그해 5월 오스만 제국의 왕위에 올랐다. 동로마 제국의 왕좌와 오스만 제국 술탄의 왕좌에서 외교에 관심이 없는 두 사람이 있었기에 전쟁은 피할 수 없었다.
비잔티움인들은 요안니스 8세와 그의 고문들이 오스만 제국 내의 반란을 선동함으로써 위험한 결정을 내리자 가장 먼저 움직였다. 1421년 8월, 그들은 바예지드 1세의 오랫동안 잃어버린 아들이라고 주장하는 무스타파라는 사람을 지지했다. 유럽에서는 무스타파의 반란이 잘 작용하여 어느 정도 지지를 모았다. 그러나 1422년 8월, 무라드 2세는 이 반란을 진압했고 무스타파는 얼마 지나지 않아 어떤 반란군이라도 예상했을 전통적인 처형(교수형)을 당했다. 무라드 2세는 격분하여 콘스탄티노폴리스와 테살로니키(테살로니키 공방전 (1422-1430))에 군대를 보냈고, 테살로니키는 1430년에 함락되었다. 그럼에도 불구하고 수도의 상황은 마누일 2세가 은퇴를 끝내고 나와 무라드 2세의 동생 큐축 무스타파 휘하의 아나톨리아에서 또 다른 반란을 선동하기에 충분히 끔찍했다. 부르사 포위 등 초기 반란군의 성공은 무라드 2세가 무시하기에는 너무 벅찼기 때문에 콘스탄티노폴리스 포위전은 이 위협에 대처하기 위해 해제되었고, 비잔티움인들은 자포자기했다.
마누일 2세는 이제 아들 요안니스 8세의 잘못된 통치를 구하기 위한 속임수에서 벗어났다. 1423년 9월, 테살로니키는 베네치아에 투항하였는데, 의심할 여지없이 서구 열강에서 십자군을 끌어들이기를 바라며, 그렇지 않다면 적어도 그들의 재산은 베네치아가 더 잘 방어 할 수 있기를 바랐다. 1424년 2월, 마누일 2세는 오스만 제국의 신하로써 동로마 제국을 다시 세웠다. 매년 30만 개의 은화가 술탄에게 지급될 예정이었다. 제국이 가장 심각한 쇠퇴기에 이것을 가까스로 해냈다는 것은 주목할 만한 일이었다. 그럼에도 1450년대까지, 오스만 제국은 콘스탄티노폴리스의 성벽을 보강하기 위한 어떠한 협력적인 노력도 하지 않았으며, 그 도시는 이후 20년 동안 약한 보안을 유지했다.

## 요안니스 8세의 계승

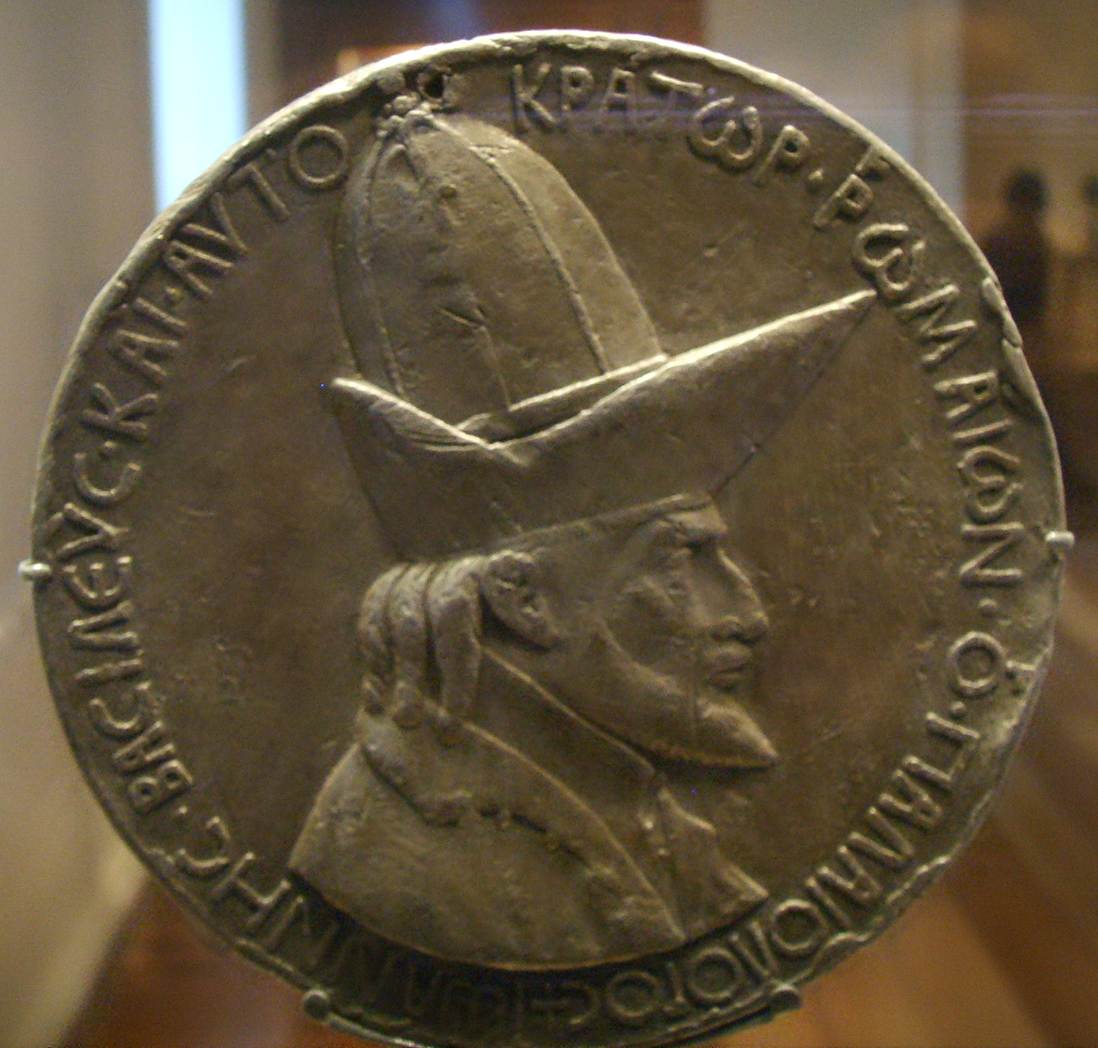
피사넬로(1438년)가 피렌체를 방문한 요안니스 8세의 훈장 메달. 이것은 그리스어로 "요안니스 팔레올로고스, 바실레우스, 로마인들의 오토크레이터"라고 쓰여져 있다.

마누일 2세의 마지막 해에는 그의 성과가 헛되게 되고 제국의 지위는 1391년 현재의 상태가 되었다. 요안니스 8세는 여전히 아버지의 성공과 그 이상을 모방할 수 있을 것이라는 희망을 가지고 있었다. 하지만 전임자들과 마찬가지로 그의 시도는 허사였다. 그리고 그의 전임자들과 마찬가지로, 그는 교황에게 너무 많이 의존해서 기부하지 않고, 단지 받기만 했다. 그것은 곧 기독교 국가들의 가장 무서운 적인 오스만 제국에게 둘러싸인 비참한 상태가 될 것을 의미했다.

### 로마와의 연합
동방 정교회와 로마 가톨릭교회를 통합하는 것은 모든 협상카드가 로마 가톨릭교회의 손에 달려있었기 때문에 간단한 문제였다. 동방 정교회의 사실상의 수장인 요안니스 8세는 동방 정교회에 교황의 우선권을 받아들이도록 명령하고 필리오케 문제의 의미론적 혼란에서 발생했다고 선언했다. 동로마 제국 쪽에서는 1438년에서 1439년 사이의 페라라와 피렌체에서 개최된 연합에 감명을 받은 사람은 거의 없었다. 동방 정교회가 굽신거려야 하는 조건뿐만 아니라 제국에 대한 존재하지 않는 원조에서도 마찬가지였다. 연합의 가장 주목할 만한 효과는 제국의 민중과 정부 사이의 갈등 증가뿐이었다고 해도 무방하다.

### 바르나
1440년대 후반, 튀르크인들은 발칸 반도에 있는 기독교 신자들을 동화시키는 데 어려움을 겪었다. 헝가리는 세르비아에서 튀르크인들에 대항하여 성공적인 군사 작전을 시작하였고 세르비아군과 알바니아 저항군 지도자 스컨데르베우는 전 지도자들과 직접 반대하였다. 이것은 연합한 서구 기독교 국가들의 마지막 위대한 십자군 중 하나인 바르나 십자군으로 이어졌다. 무라드 2세는 오스만 제국의 핵심인 아나톨리아의 동양인들의 문제에 압도 당했기 때문에이 성가신 서양인들을 막을 위치가 없었다. 따라서 무라드 2세는 서둘러 발칸반도에서 평화협정을 체결했다. 헝가리인들은 곧 조약을 파기했지만 바르나에서는 급히 모인 오스만 제국 군대가 십자군을 격파하고 오스만 복수의 자비로 발칸 반도를 떠났다.
요안니스 8세는 1448년에 사망했다. 그의 통치는 20년 동안 지속되었다. 그의 업적은 제국의 지속적인 존속이었다. 그러나 동로마 제국은 이제 빼도 박도 못할 상황에 처해 있었다. 자국 방위에 필요한 병력이 부족하고, 수년간의 전쟁으로 폐허가 된 경제, 적은 인구와 자본, 회복의 기반을 마련하기에 불충분한 영토로 제국의 지위는 지탱할 수 없게 되어 가고 있었다. 요안니스 8세는 그의 상황에 의해 심하게 구속되었고, 국가의 운명을 개선시킬 수 없다는 것이 증명되었다. 그의 동생 콘스탄티노스는 그를 계승했다.

## 콘스탄티누스 11세

### 도전, 방어, 패배

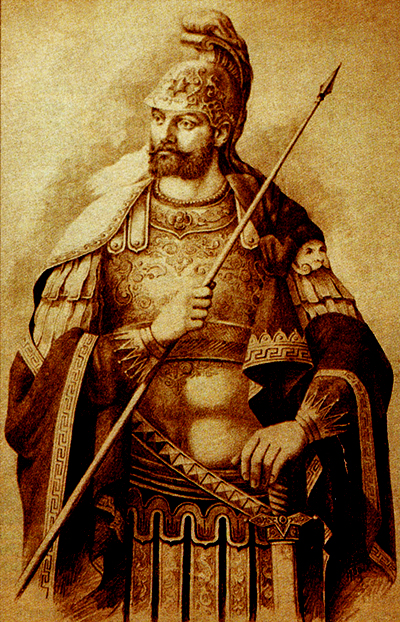
반고전적인 갑옷으로 묘사된 콘스탄티누스 11세.

콘스탄티노스 11세는 왕위에 오르기 전 모레아의 군주였다. 이러한 입장으로부터 그는 오스만 제국과 그들의 신하인 아테네 공국에 대항하여 아버지와 형제들의 공격적인 정책을 계속하였으나 무라드 2세에 의해 물러설 수밖에 없었다. 1451년, 메흐메드 2세는 아버지 무라드 2세의 뒤를 이었다. 그는 왕위 계승과 동시에 콘스탄티노스 11세로부터 보조금 지원을 요구받았고, 이를 이행하지 않을 경우 반란을 일으키겠다는 협박도 함께 받았다. 메흐메드 2세는 보스포루스 강을 통과하는 이동을 더 잘 통제하기 위해 보스포루스 강 유럽 쪽에 루멜리 히사리를 건설함으로써 이러한 대담한 선언으로 대응했다.
메흐메드 2세는 콘스탄티노폴리스의 육지로 향하는 성벽을 공격하기 위해 거대한 군대를 소집했다. 일부 자료들은 8만 명의 군인을 추정하고 있는 반면, 다른 자료들은 비전투종군자를 포함해 10만 명 또는 심지어 20만 명으로 추산하기도 한다. 오스만 제국군의 주요 특징은 정예 포병이었다. 그 중에서도 콘스탄티노스 11세에게 원래 수리를 제공하던 헝가리의 기술자 오르반의 돈 부족을 이유로 거절했던 거포가 다수 등장했다. 콘스탄티누스 11세의 조건부 항복이 거부된 후 1453년 4월 2일, 오스만 제국의 대포가 4월 6일부터 포격을 개시하였다. 수비군들은 적었지만 막강한 성벽으로 한동안 포위망을 견뎌낼 수 있었다. 그러나 마침내 5월 29일 오스만군이 돌파를 이루었고, 도시는 함락되었다. 콘스탄티누스 11세는 다가오는 오스만 군대에서 전사하였고, 이로써 마지막 로마 황제는 전사하였다. 그의 시신은 전혀 알려지지 않았기에, 대규모의 무덤에 묻힌 것으로 추정된다.

### 결말
콘스탄티누스 11세의 통치는 재위 기간이 워낙 짧아 가늠하기 힘들 정도이다. 모레아의 데스포티스였던 그는 그의 능력을 보여 주었지만, 제국이 튀르크인들에게 몰락한 것은 황제가 아무리 능력 있고 활력이 넘치고 왕좌에 앉아 있었더라도 그의 시대에는 어쩔 수 없는 일이었다. 그에게 가장 기억에 남는 것은 역경으로부터 그의 도시를 완강히 방어하고, 그를 통해 대중적인 전설에 기억남게 된 전투에서의 죽음이다. 가톨릭 신앙고백에도 불구하고 많은 그리스 정교회에 의해 성인으로 간주되고 있으며, 마지막 콘스탄티누스의 궁극적인 운명에 관한 많은 전설이 만들어졌다.

## 팔레올로고스가 남긴 교훈

### 제2차 비잔티움/팔레올로고스 르네상스
제국의 많은 혼란에도 불구하고, 비잔티움인들은 그들의 영역 내에서 문화와 예술의 부흥을 경험했다. 14세기경 제국이 멸망의 위기의 처하면서 그러한 성과는 가치가 떨어졌다. 학자들은 모든 것을 잃은 것 같았지만 그렇지 않았다. 제노바와 베네치아의 해양 확장에 의해 동로마 제국까지 개방되었던 이탈리아 많은 사람들이 르네상스를 촉진하면서 그들의 업적을 높이 평가하게 되었다. 이러한 학자들은 이탈리아 학회에서 자신들의 그레코 로만 문화를 돈을 지불 받으며 그들 자신을 표현했다. 이탈리아로의 이민은 가톨릭 신앙을 위해 정교회 신앙을 포기해야 한다는 생각으로 인해 덜 매력적이었다. 그럼에도 불구하고, 동로마 제국으로 돌아가기 전에 먼저 크레타, 키프로스와 같은 이탈리아계 식민지로 여행을 떠나는 비잔티움인들의 수가 증가하기 시작했는데, 그 후 제국이 회생불가할 정도로 실패하기 시작했기 때문이다. 콘스탄티노폴리스의 함락은 튀르크의 지배에서 탈출한 동로마 제국 난민들이 이탈리아를 거쳐 유럽으로 유입되어 르네상스를 가속화 시키는 형태로 나타났다.

### 고전주의의 부활

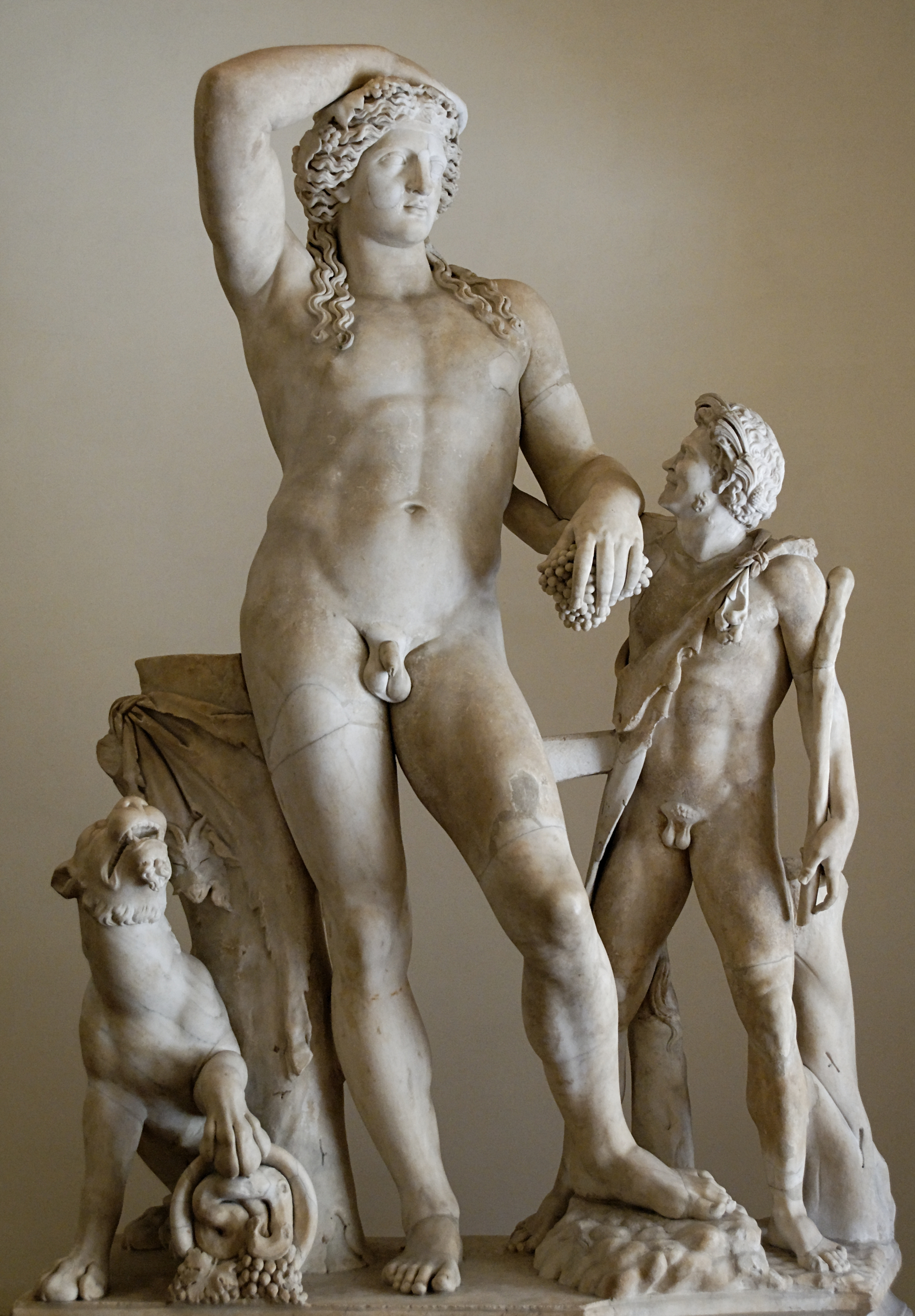
연구된 고전 문학에는 디오니소스 같은 신화적인 인물들이 포함되어 있었다.

제4차 십자군 전쟁으로 콘스탄티노폴리스와 도시의 많은 집들이 불에 타는 것을 보았다. 데메트리우스 트리클리니우스, 마누엘 모스코풀로스, 토마스 마기스터, 막시무스 플라누데스 등의 작품이 없었다면 오늘날 구할 수 있는 책이 거의 없을 것이라고는 상상만 할 수 있지만 콘스탄티노폴리스의 도서관에서는 어떤 책이 불탔는지 단정하기는 어렵다. 헤시오도스, 핀다로스와 같은 시인들의 새로운 판본이 만들어졌고 그들의 미터법 체계는 능숙하게 재구성되었다. 그들은 스콜리아와 핀다로스와 같은 작품에 대해 썼다. 소포클레스와 에우리피데스의 비극, 프톨레마이오스 지리학, 파노폴리스의 논누스가 만든 디오니소스 이야기, 플루타르코스와 그리스어 경구들에 대한 편집과 재발견과 같은 수많은 작품들 또한 포함되어 있다. 초라 수도원에서 테오도르 메토치이트에 의해 조립된 작품들은 이스탄불, 옥스퍼드, 바티칸 도서관 그리고 심지어 파리의 도서관에서도 찾아볼 수 있다.

### 그리스인 동로마 제국
과거 동로마 제국은 전성기에 현대 이라크에서 현대 스페인에 이르기까지 많은 영토로 이루어져 있었다. 제국의 국경이 축소되면서, 제국의 문화적 다양성도 줄어들었다. 13세기 후반까지, 제국은 거의 전적으로 그리스 영토로 구성되었다.(고전 고대부터 그리스인 거주)  결과적으로 이 그리스 문화는 곧 제국을 지배하게 되었고 소포클레스와 테오크리토스의 작품과 같은 고전 고대의 작품들이 세세하게 베껴지고 주석을 달게 되었다.
주목할 만한 철학자들은 당시 과학과 수학에 대한 관심을 특징으로 삼았던 막시무스 플라누데스를 포함한다.
니케포로스 그레고라스가 그레고리오 개혁에 의해 변경되기 전에 달력을 수정하겠다는 그의 제안으로 보여준 것처럼 천문학도 관심 분야였다.
게다가 일부 저명한 인물들은 제국 명칭을 로마(Roman)가 아닌 '헬라스 제국'로 바꾸자고 제안하기도 했다. 찬란한 과거에 대한 이러한 열정은 4세기 동안의 오스만 통치 이후인 1830년 근대 그리스인 국가를 탄생시키는 운동에 함께했던 요소들도 담고 있었다.

### 1300년 페르시아 과학의 접목
당시 점성술사들은 클라우디오스 프톨레마이오스의 계산표에 의존해야 했다. 그러나 이러한 것들은 아랍 천문학에 비하면 부정확한 것으로 판명되었다. 그 결과 클라우디오스 프톨레마이오스의 계산법을 함께 사용하더라도 페르시아의 계산법을 더 자주 사용하게 되었다. 아랍 천문학에 대한 수용은 번역해야 한다는 사실 때문에 더 어렵게 되었고, 콘스탄티노폴리스와 트라브존를 오가는 남성들에 의해서만 "더 낮은 사회적 경로"를 통해 진입했다. 그러한 사람들 중에는 그레고리 초니아데스와 이 과학에 정통한 그의 추종자 조지 크리소코크스가 포함되어 있었다. 14세기 중반 동로마 제국이 곤경에 휩싸일 무렵 클라우디오스 프톨레마이오스의 계산법은 전문가들에 의해 페르시아 계산법에 비해 정확도가 낮아 천천히 버려진 것으로 간주되었다.
그럼에도 불구하고 천문관측의과 같은 페르시아의 작품들은 1309년경에 그리스어로 번역되었다. 1352년 테오도르 메토치테스는 페르시아의 계산법과 클라우디오스 프톨레마이오스의 계산법을 사용하여 자신의 생각을 발표했다. 그러한 작품들은 반기독교주의적이고 반그리스주의(반헬레니즘)적인면은 그리스 정교회에 의해 수정되었다. 코니아데스와 메토치테스 둘 다 그리스 정교회에 그들 자신을 설립했다. 코니아데스는 타브리즈의 주교가 되고 메토치테스는 가부장제 학교장이 되었다.

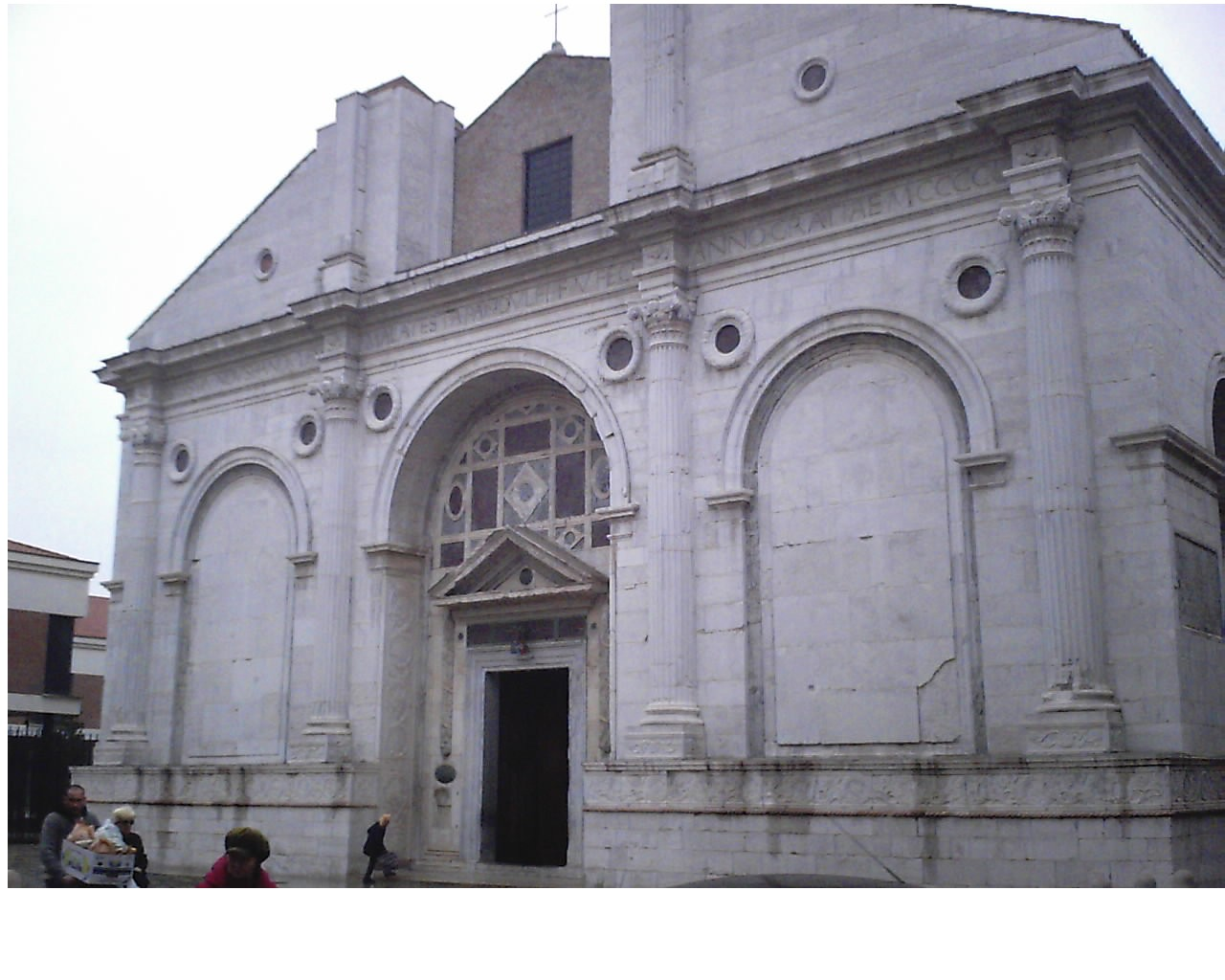
게미스토스 플레톤의 마지막 안식처는 이탈리아 제자들에 의해 이탈리아 리미니에 있는 템피오 말라테스티아노로 옮겨졌다.

모든 사상가들이 동로마 제국에서 환영받는 것은 아니었다. 다른 믿음에 마음을 연 몇몇은 비잔틴인들이 보았을 것처럼 "하나의 참된 종교"에서 벗어났을 것이다. 그러한 예로는 게미스토스 플레톤이 있다. 히브리인과 페르시아인들의 계산법을 이용한 계산 천문학에 관한 그의 작업은 그가 노년에 개종한 현대 이교 신앙에 가려져 있었다. 그는 자라투스트라와 운명론에서 말하는 "7명의 현인"에 대한 자신의 신념을 선언했다. 결과적으로, 그리스 신을 수정한 그의 작품인 The Laws는 콘스탄티노폴리스 총대주교에 의해 불탔다. 게미스토스 플레톤의 유골은 리미니의 템피오 말라테스티아노에 안치되어 있다.
다른 사람들은 동로마 제국이 영원히 유지되지는 않을 것이라고 말하기까지 했는데, 이것은 동방 정교회의 모든 주제에 대한 근본적인 믿음이다. 메토치족은 동로마 제국 문명을 남보다 우월하다고 보지 않았고 심지어 그의 기독교 공동종교자들보다 도덕성 등 어떤 면에서는 신앙이 없는 타타르인들을 더 깨우친 것으로 여겼다.

### 철학자에 대한 후원
철학자들은 생계를 이어나갈 방법을 찾아야 했다. 동로마 제국에서 가장 흔한 직업은 농업에 기반을 두고, 제국 초기에는 무역에 기반을 두었을 것이다. 이와는 대조적으로 철학자들은 살아남기 위해 후원자가 필요했다. 가장 중요한 것은 특히 안드로니코스 3세와 그의 아들 요안니스 5세의 특징인 파괴적인 내전 이전인 제국 궁정 출신이었다. 다른 것은 비록 주교들만이 그러한 자원을 가지고 있었지만 개별적인 교회 성직자가 아니더라도 소수의 법원, 부자들, 그리고 교회로부터 온 것이었다.
제국이 혼란에 빠지자 국경을 지키려는 노력에 재정을 아끼지 않았다. 과학과 수학 분야에서의 연구는 정복자들의 마음에서 자연스레 사라졌다. 많은 학자들이 서양으로 피신하게 된 것은 이러한 후원이 부족했기 때문이었다. 주목할 만한 여행들은 그들 사이에 피렌체, 파비아, 로마, 파두아, 밀라노를 여행했던 요안니스 아르기로풀로스, 콘스탄츠, 마누엘 크리솔로라스에 의해 기록되었다. 동로마 제국의 종말은 르네상스의 시작과 일치했다.

## 결말
동로마 제국의 멸망은 동시대 사람들에게 피할 수 없는 것처럼 보였다. 콘스탄티노폴리스 함락 9년 전만 해도 늦은 1444년에는 튀르크인들이 유럽에서 쫓겨날 것이라는 기대가 컸다. 서구에 부활의 꿈을 걸었던 비잔티움인들은 아나톨리아를 관통하는 격랑을 끊어내고 비잔티움 군대가 제국의 고대 중심부를 다시 점령할 수 있도록 하는 또 다른 제2의 '제1차 십자군'의 혜택을 누릴 수 있기를 바랐다. 그러나 14세기 후반까지 동로마 제국은 임무를 수행할 충분한 자원을 보유하지 못했고, 어떤 경우에도 서구의 요구는 콘스탄티노폴리스가 로마에 복종하도록 요구했을 것이다. 정치적 자유에 대한 대가가 종교적 자유라면 미하일 8세와 같은 일부 황제는 기꺼이 대가를 치를 의향이 있었다.
문제의 원인은 동로마 제국의 수많은 적들에 있었다. 이들은 14세기 동안 연합하여 제국의 핵심 영토에 남아 있는 것을 압도했다. 10년이 흐를 때마다 동로마 제국은 약해졌고 더 많은 땅을 잃었다. 제국의 적수를 상대할 수 있는 자원은 고갈되었다. 제국의 권력 기반은 결과적으로 파괴되었다. 제국은 이전까지 어려움을 겪었지만(8세기에는 동로마 제국 영토의 상당 부분이 아바르와 아랍인이 차지하였다), 14세기 후반까지 제국은 기사회생할 수 있는 중요한 영토(아나톨리아 등)를 소유하지 않았다. 그 결과, 오스만 제국과 불가리아를 몰아내려는 많은 시도가 실패했고, 영토와 수입, 인력의 부족은 동로마 제국의 군대가 점점 더 구식화되고 수적으로 열세라는 것을 의미했다.
그러나 가장 심각한 문제는 제국의 내부 정치, 군사 조직에서 비롯되었다. 절대 권력을 행사한 독재적이고 반분열적인 황제를 중심으로 한 제국의 정치 체제는 구식이 되어버린 반면, 그 체계가 만들어 낸 내전은 제국 내부를 심하게 약화시켜 외부의 공격에 무방비하게 노출되게 했다. 나아가 11~13세기 테마 제도의 소멸에 따라 제국의 군사체제는 점점 더 무력화되고 혼란스러워졌다. 그 결과로 모든 국경에서의 지속적인 패배가 이어졌다.
동로마 제국이 스스로를 파괴하면서 오랫 동안 패배하고 쇠퇴하였다. 14세기 후반에 이르러 상황은 너무 심각해져서 동로마 제국은 정치적 독립을 포기했다. 15세기 중반까지 비잔티움의 종교와 정치적 자유를 모두 회복하는 것은 궁극적으로 불가능한 일이었다.

## 같이 보기
- 팔레올로고스 왕조
- 미하일 8세 팔레올로고스
- 콘스탄티누스 11세
- 제4차 십자군
- 동로마 제국
- 로마 제국
- 로마 제국의 황제 목록